# Hippos

Carte de la Décapole permettant de situer Hippos

Hippos est un site archéologique important faisant partie de la Décapole, situé sur une colline, à 2 km à l'est du lac de Tibériade. Le site est proche du kibboutz Ein Gev et de l'emplacement du village arabe détruit d'An-Nuqayb dans la « zone démilitarisée » en 1949.
La ville antique s'est appelée Antioche (de la Décapole) ou Antiochia Hippos ou en hébreu Sussita. En arabe le site est appelé Qala`a al-Husun

## Histoire

### Période hellénistique
Il n'est pas impossible que le site ait été habité avant la construction de la colonie grecque sur le mont Sussita. Cependant, contrairement aux autres villes de la Décapole, Hippos semble avoir été créée ex nihilo. Il n'y a pas de traces d'occupation antérieure. À côté de la ville proprement dite, Hippos contrôlait un petit port permettant la navigation sur le lac.
La ville d'Hippos a très probablement été construite par les Lagides vers le milieu du IIIe siècle av. J.-C. sur l'initiative de Ptolémée II et refondée au IIe siècle par les Séleucides sous le nom d'Antioche-Hippos. À cette période la Cœlé-Syrie était le terrain d'affrontement des deux dynasties issues des généraux d'Alexandre : les Lagides en Égypte et le Séleucides en Perse. Hippos a été construite et conçue comme une forteresse gardant la frontière.
Lorsque les Séleucides ont complètement pris le contrôle de la Cœlé-Syrie, Hippos s'est agrandie et est devenue une cité-état avec le contrôle des environs. On y construisit tout ce qui fait une cité grecque : des temples, un marché central, et toutes les commodités publiques. Les ressources en eau étant réduites cela a limité l'extension d'Hippos hellénistique. Comme les habitants dépendaient des citernes collectant l'eau de pluie, Hippos n'a jamais pu avoir une population très nombreuse.

### Période hasmonéenne
Pendant la révolte des Maccabées, il s'est créé à partir de la Judée un état juif indépendant dirigé par la famille hasmonéenne en 142 av. J.-C. Vers 83-80 av. J.-C., Alexandre Jannée mène une campagne pour conquérir la Décapole et s'empare d'Hippos. 

### Période romaine

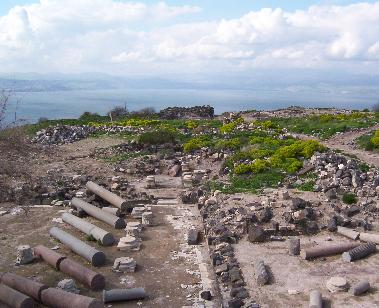
Ruines de la cathédrale byzantine à Hippos

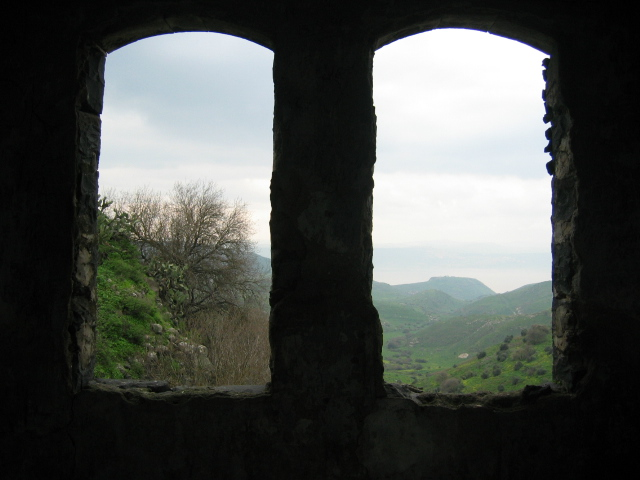

En 63 av. J.-C., après la conquête de la Syrie par Pompée la région devient une province romaine. Pella et les autres villes hellénistiques de la Décapole sont détachées du royaume hasmonéen. Elles sont alors « libérées de leur joug » selon Flavius Josèphe. Les villes sont restaurées et obtiennent leur autonomie. 
Vers 31 av. J.-C., Marc Antoine donne Gadara, Hippos, Samarie, et sur le littoral, Gaza, Anthédon, Joppé et la Tour de Straton à Hérode le Grand roi de Judée pour le remercier de ses campagnes contre les Nabatéens.
En 4 av. J.-C., Auguste donne à Hérode la Syrie entière.
En 6 apr. J.-C., Hérode Archélaos, fils et successeur d'Hérode Ier le Grand, est destitué par l'empereur Auguste et exilé à Vienne en Gaule. Le territoire sur lequel régnait Hérode est divisé entre quatre de ses fils. « quant aux villes grecques de Gaza, Gadara et Hippos, Auguste les détacha de sa principauté et les réunit à la Syrie ».
En 66 apr. J.-C., pendant la première guerre judéo-romaine, les Juifs sont massacrés par la population non juive à Césarée.

« A la nouvelle du désastre de Césarée, toute la nation entra en fureur : partagés en plusieurs bandes, les Juifs saccagèrent les villages des Syriens et le territoire des cités voisines, Philadelphie, Hesbon, Gerasa, Pella et Scythopolis. Ils se ruèrent ensuite contre Gadara, Hippos et la Gaulanitide, détruisant ou incendiant tout sur leur passage, et s'avancèrent jusqu'à Kedasa, bourgade tyrienne, Ptolémaïs, Gaba et Césarée. Ni Sébaste, ni Ascalon ne résistèrent à leur élan ; ils brûlèrent ces villes, puis rasèrent Anthédon et Gaza. Sur le territoire de chacune de ces cités, force villages furent pillés, une quantité prodigieuse d'hommes pris et égorgés »

— Flavius Josèphe, La Guerre des Juifs, livre II.
Cette répression anti-juive est suivie de la vengeance des Juifs, ce qui provoque de nouveaux massacres particulièrement à Scythopolis où 13 000 Juifs sont massacrés. Après cette « boucherie », les autres cités se soulevèrent contre les Juifs de leur territoire. À Hippos et Gadara on s'est débarrassé des fortes têtes.
C'est sous le règne l'empereur Hadrien qu'ont à nouveau eu lieu d'importants soulèvements en Judée, en particulier la révolte de Bar-Kokhba en 132/135. Jérusalem, prise en 134, est ravagée et devient la colonie Ælia Capitolina; la province romaine est désormais appelée Syrie-Palestine. Pour Hippos c'est le début d'une ère de prospérité. La ville est reconstruite autour du Decumanus l'artère centrale bordée de centaines de colonnes de granit rouge importées d'Égypte. On construit aussi un mausolée en l'honneur de l'empereur et un théâtre. On renforce aussi les murailles de la ville. L'amélioration la plus importante pour le site d'Hippos est la construction d'un aqueduc de 50 km de long amenant de l'eau en provenance du plateau du Golan cette eau était stockée dans de grande citernes. Cela a permis le développement de la ville qui avait été jusque-là limité par le manque d'eau.

### Période byzantine

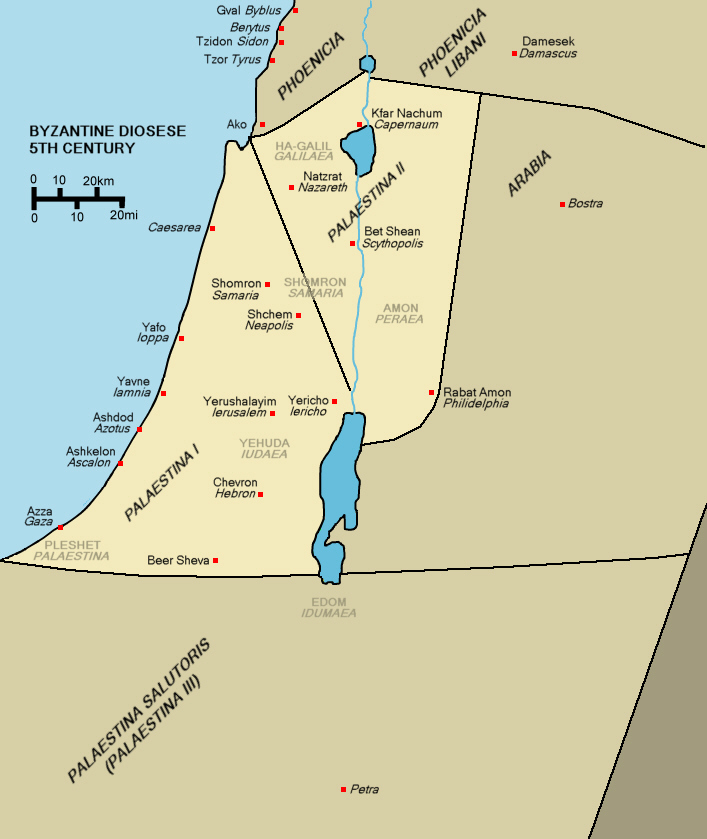
Découpage administratif de l'empire byzantin, suivant les limites des diocèses de Palaestina Prima et Palaestina Secunda, vers la fin du IVe siècle

La réforme administrative de l'empereur Dioclétien place Hippos dans la province de « Palestina Secunda », qui comprend la Galilée et le Golan. Lorsque le christianisme est devenu la religion de l'empereur (311), puis la seule religion, la Palestine a bénéficié des subsides romains pour la construction d'églises et de monastères. L'arrivée de pèlerins a provoqué un regain des échanges commerciaux. 
Ce n'est que vers 300 qu'on commence à percevoir la présence de chrétiens à Hippos, on n'a pas trouvé de trace antérieure. En revanche, on a trouvé une tombe païenne de la même période, ce qui montre que le paganisme est resté vivace tardivement dans la région. Hippos finit par devenir une résidence épiscopale (avant 359). . Les ruines de cinq églises de la Byzantine ont été identifiées sur le site. 
La Palestine byzantine va décliner jusqu'au début du VIe siècle. L'invasion par les Sassanides, la peste, les tremblements de terre vont compliquer la vie dans la région.

### Période omeyyade
La conquête de la Syrie par les musulmans a commencé sous le calife Abû Bakr dès 634. Au nom du calife, Khâlid ibn al-Walîd remporte la bataille du Yarmuk sur l’empereur byzantin Héraclius.
Les armées byzantines étaient à Damas et à Émèse (Homs) où l'empereur Héraclius se tenait en retrait. Le siège de Damas dura plusieurs mois (deux ou six selon les versions). Il y a été utilisé des machines de guerre pour envoyer des projectiles sur les habitants. Damas finit par se rendre en livrant la moitié de ses richesses aux troupes musulmans (janvier 635 ou septembre 635). L'empereur byzantin se replia à Antioche (Antakya). En 637, Abû `Ubayda ben al-Jarrâh prend les villes de la décapole, Baysan, Tibériade et Fahil. Le sud de la Syrie est ainsi complètement sous le contrôle des musulmans.
En janvier 749 un tremblement de terre ruine la ville qui est dès lors abandonnée.

## Les fouilles

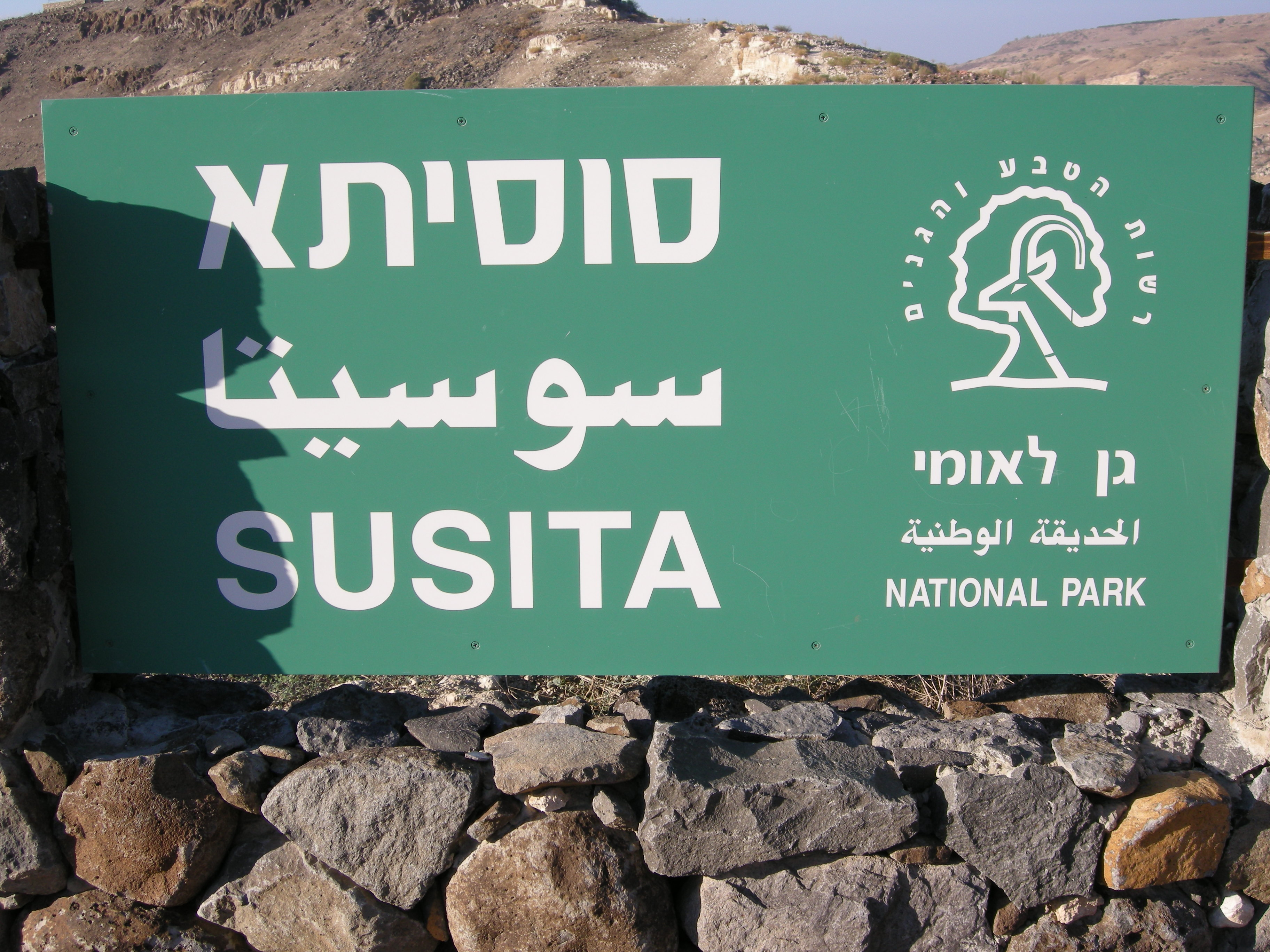
Parc national d'Hippos

Gottlieb Schumacher, un archéologue américain, a été le premier à s’intéresser au site d’Hippos, en 1885. Il commit cependant une erreur d’identification en pensant avoir trouvé le site de Gamala.
De 1951 à 1955, l’archéologue israélienne Claire Epstein découvrit l’église byzantine principale, celle qui a sans doute été le siège de l’épiscopat local. Ensuite les forces armées israéliennes se sont servies du mont Hippos comme base de défense contre la Syrie jusqu’à ce que le Golan soit annexé après la guerre des Six Jours.
En 2000, les fouilles sont reprises par Arthur Segal de l’université de Haifa. On espère poursuivre ce programme au moins jusqu’en 2009. Il y a six points de recherches :
- Le forum romain
- Le petit temple dédié au culte impérial.
- Le grand temple hellénistique et ses dépendances.
- Les portes de la cité romaine.
- Deux églises byzantines
- Un temple grec où l’on aurait adoré une déesse nabatéenne

## Dans le Nouveau Testament
Dans le Nouveau Testament, lorsque Jésus parle d'une cité sur une colline qui ne peut être cachée, une des métaphores sur le Sel et la Lumière dans le sermon sur la montagne, il pourrait s'agir d'Hippos. Lorsqu'il traverse le lac et qu'une tempête se lève, il pourrait aborder dans le port d'Hippos (au pays des Géracéniens / Gadaréniens / GergéséniensLc 8. 22-26.)

## Source
- (en) Cet article est partiellement ou en totalité issu de l’article de Wikipédia en anglais intitulé « Hippos » (voir la liste des auteurs).